# اسبار
اسبار (به فرانسوی: Esbarres) یک کمون در فرانسه با جمعیت ۷۶۳ نفر است که در Canton of Saint-Jean-de-Losne واقع شده‌است.